# Heriades ambiguus
Heriades ambiguus là một loài Hymenoptera trong họ Megachilidae. Loài này được Cockerell mô tả khoa học năm 1946.